# Marigny, Marne

Marigny este o comună în departamentul Marne, Franța. În 2009 avea o populație de 103 de locuitori.